# Notropis xaenocephalus
Notropis xaenocephalus és una espècie de peix cipriniforme de la família dels ciprínids.

## Morfologia
Els mascles poden assolir els 7,9 cm de longitud total.

## Distribució geogràfica
Es troba a Nord-amèrica: sud-est de Tennessee, nord-oest de Geòrgia i est d'Alabama (Estats Units).